# 君は君の誇り
「君は君の誇り」（きみはきみのほこり）は中西圭三の4枚目のシングル。

## 解説
アルバム『Yell』とベスト・アルバム『SINGLES』に収録。

## 収録曲
両曲　作詞：売野雅勇　作曲：中西圭三
1. 君は君の誇り
  - 編曲：小西貴雄・遠山淳
2. 君が瞳にしみる
  - 編曲：遠山淳